# Ano Internacional do Arroz
O Ano Internacional do Arroz (AIA) de 2004 foi um evento da Organização das Nações Unidas, reedição de outro similar ocorrido em 1966, destinado a levar o debate mundial acerca da produção do arroz como um dos principais alimentos do ser humano.
Seu lançamento ocorreu a 31 de outubro de 2003, na sede da ONU, em Nova Iorque. Foi aprovado pela Resolução 162 da ONU, aprovada na Sessão 57 da Assembleia Geral das Nações Unidas de 16 de dezembro de 2002.

## Principais eventos e participantes
O AIA contou com a participação principal de países asiáticos (especialmente a China, o Japão e a Índia), africanos e do Brasil, através da EMBRAPA, que coordenou dois eventos, dentre os quais o Curso de formação: o cultivo de arroz nos minifúndios.
Também ocorreram concursos, como o de fotografia e de desenhos para crianças.